# Chambre de commerce et d'industrie d'Ambert
La chambre de commerce et d'industrie d'Ambert était l'une des 4 CCI du département du Puy-de-Dôme.
En 2010, elle a fusionné avec les chambres d'Ambert, Riom et Thiers pour former la chambre de commerce et d'industrie du Puy-de-Dôme, qui fait partie de la chambre régionale de commerce et d'industrie Auvergne.

## Mission
Elle était un organisme chargé de représenter les intérêts des entreprises commerciales, industrielles et de service de l'arrondissement d'Ambert et de leur apporter certains services. C'était un établissement public qui gérait en outre des équipements au profit de ces entreprises.
Comme toutes les CCI, elle était placée sous la double tutelle du Ministère de l'Industrie et du Ministère des PME, du Commerce et de l'Artisanat.

### Service aux entreprises
- Centre de formalités des entreprises
- Assistance technique au commerce
- Assistance technique à l'industrie
- Assistance technique aux entreprises de service
- Point A (apprentissage)

### Centres de formation
- Centre de formation d’apprentis d’Ambert (mécanique, travail du bois, boulangerie).

## Historique
17 septembre 2009 : Décret no 2009-1129 de fusion de la chambre avec Clermont-Ferrand, Riom et Thiers pour former en 2010 la chambre de commerce et d'industrie du Puy-de-Dôme.

## Pour approfondir